# Saropogon laparoides
Saropogon laparoides là một loài ruồi trong họ Asilidae. Saropogon laparoides được Bromley miêu tả năm 1951. Loài này phân bố ở vùng Tân Bắc giới.